# Гуляй Поле (Алтайский край)
Гуляй Поле — упразднённое село в Бурлинском районе Алтайского края. Входило в состав Ореховского сельсовета. Ликвидировано в 1969 г.

## История
Основано в 1909 году. В 1928 году посёлок Гуляй Поле состоял из 77 хозяйств, в составе Фёдоровского сельсовета Славгородского района Славгородского округа Сибирского края. Сельскохозяйственная артель «Красный Октябрь». С 1950 года отделение укрупнённого колхоза имени Сталина. С 1966 г. отделение совхоза «Ореховский»..

## Население
В 1928 году в посёлке проживало 413 человек (202 мужчины и 211 женщин), основное населения — украинцы.